# Akampe
Akampe (lat. Acampe), maleni biljni rod od osam vrsta trajnica iz porodice kaćunovki. Rod je raširen po tropskoj Aziji, od Indije do Kine, i na jug do Malezije i Filipina, nadalje po tropskoj Africi, Madagaskaru i otocima Indijskog oceana.
Akampe su epifiti i litofiti.

## Vrste
1. Acampe carinata (Griff.) Panigrahi
2. Acampe cephalotes Lindl.
3. Acampe hulae Telepova
4. Acampe joiceyana (J.J.Sm.) Seidenf.
5. Acampe ochracea (Lindl.) Hochr.
6. Acampe pachyglossa Rchb.f.
7. Acampe praemorsa (Roxb.) Blatt. & McCann
8. Acampe rigida (Buch.-Ham. ex Sm.) P.F.Hunt